# Twierdza (powieść Ismaila Kadare)
Twierdza (alb. Kështjella) – powieść albańskiego pisarza Ismaila Kadare. Po raz pierwszy została wydana w roku 1970, nakładem wydawnictwa Naim Frashëri. 

## Fabuła
Akcja powieści rozgrywa się w XV w. na terenie dzisiejszej Albanii i nawiązuje do Pustyni Tatarów Dino Buzzatiego. Narratorem jest Tursun Pasza, dowódca armii osmańskiej, biorącej udział w oblężeniu jednej z twierdz, wiernych Skanderbegowi. Nazwa twierdzy nie pojawia się w powieści, nie pojawia się też osobiście Skanderbeg. Opisując przykłady albańskiej dzielności i konsekwencji Autor doskonale wpisuje się w atmosferę początku lat 70., kiedy społeczeństwo albańskie żyło w przekonaniu o nieuchronności inwazji, której w przyszłości miał doświadczyć ich kraj.

## Wybrane przekłady powieści
- 1974: The Castle (ang. tłum. Pavli Qesku), wyd. Tirana
- 1975: La Fortezza (włos.), wyd. Tirana
- 1977: Tvrđava (serb. tłum. Vehap Šita), wyd. Prisztina
- 1981: I tamburi della pioggia (włos. tłum. Augusto Donaudy), wyd. Mediolan
- 1982: A fellegvár (węg. tłum. András Békés), wyd. Budapeszt
- 1985: Les tambours de la pluie (franc. tłum. Jusuf Vrioni), wyd. Paryż
- 1987: Cetatea (rum. tłum. Marius Dobrescu), wyd. Bukareszt
- 1989: Die Festung (niem. tłum. Giuseppe De Siati), wyd. Kilonia.
- 1990: To Kastro : mythistorēma (grec.), wyd. Ateny.
- 2009: الحصار : رواية (arab., tłum. Muḥammad Darwīsh), wyd. Damaszek
- 2011: Kuşatma (tur., tłum. Hasan Kaya), wyd. Stambuł